# کیهان‌نوردی
کیهان‌نوردی (یا مکانیک فضانوردی) نظریه و عمل ناوبری فراتر از جو زمین است. به بیان دیگر، کیهان‌نوردی علم و فناوری پرواز فضایی می‌باشد.

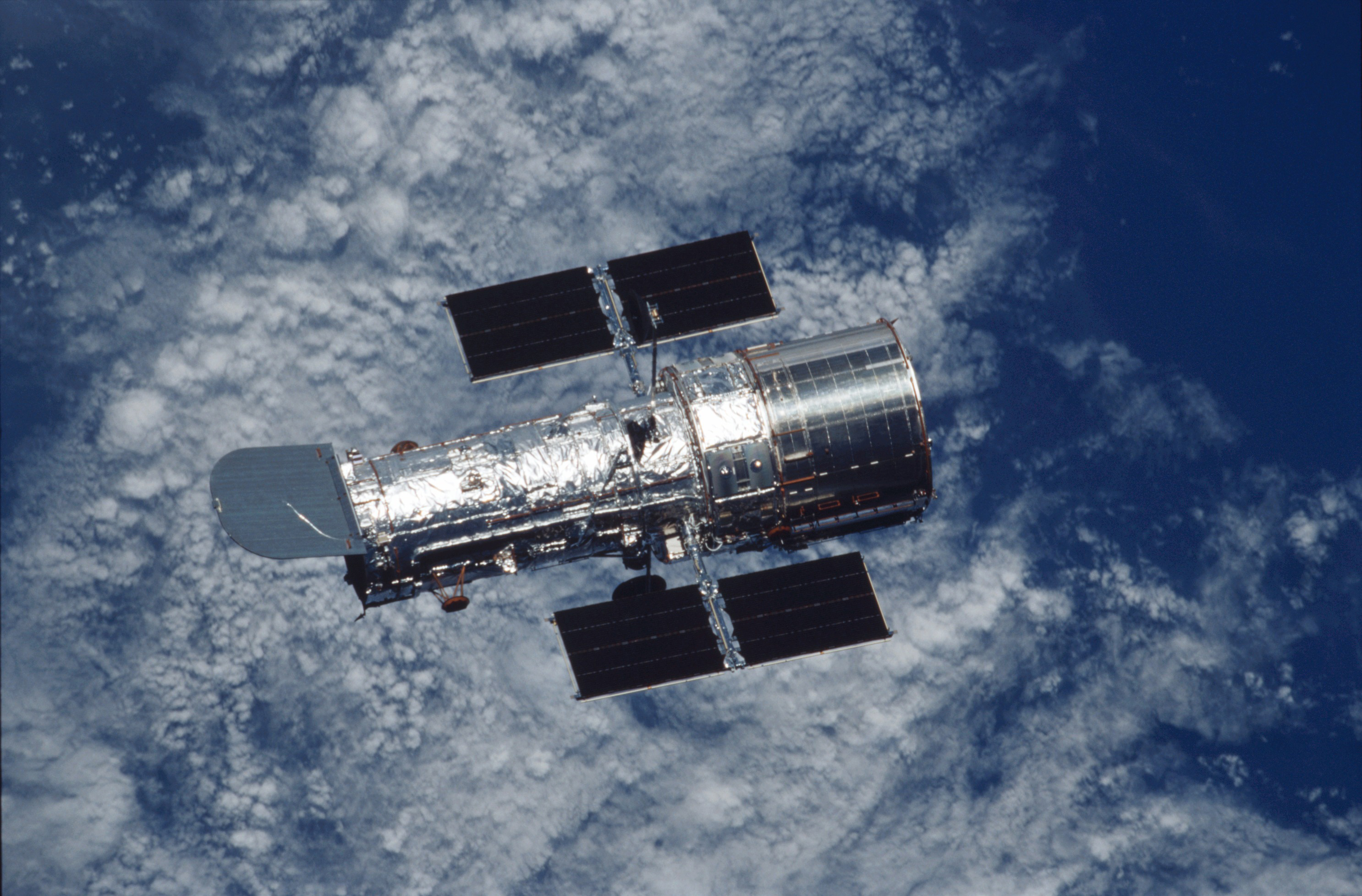
تلسکوپ فضایی هابل بالای زمین (طی مأموریت اس‌تی‌اس-۱۰۹)

همانند علم هوانوردی، محدودیت‌های جرم، دما و نیروهای خارجی باعث می‌شوند تا دستگاه‌ها در فضا و شرایط ویژه‌اش چون خلأ درجه بالا، بمباران‌های پرتو‌ای فضای بیرونی و کمربندهای مغناطیسی مدارهای نزدیک زمین دوام بیاورند. حاملان پرتاب فضایی باید نیروهای عظیمی را تحمل کنند در حالی که ماهواره‌ها می‌توانند تغییرات شدید دمایی را در مدت کوتاهی تجربه کنند. شرایط ویژه بر روی جرم باعث گردیده تا مهندسین کیهان‌نوردی مجبور شوند تا جرم را به حداقل برسانند تا بار مفید را تا رسیدن به مدار، بیشینه کنند.

## تاریخچه
تاریخچهٔ اولیهٔ کیهان‌نوردی به صورت نظری، در ریاضیات سفر در فضا به وسیلهٔ آیزاک نیوتون در رسالهٔ اصول ریاضی فلسفه طبیعی به سال ۱۶۸۷ منتشر شد. ریاضی‌دانان دیگری چون لئونارد اویلر سوئیسی وژوزف لویی لاگرانژ ایتالیایی نیز در قرون ۱۸و ۱۹ میلادی کمک فراوانی انجام دادند. با این وجود، کیهان‌نوردی تا میانه‌های قرن بیستم به علم عملی تبدیل نشد. اگر چه آرزوی پرواز فضایی در آثار نویسندگانی چون ژول ورن و اچ. جی. ولز به وضوح مشاهده می‌شود.
در اوایل قرن بیستم، کمنیست روسی، کنستانتین تسیولکوفسکی، معادلهٔ مشهور راکت، معادله‌ی حاکم بر روی نیروی محرکه بر اساس راکت‌ها را بر اساس کارهای پدرو پاوئولت بدست آورد و باعث شد تا بتوان سرعت راکت را به کمک جرم فضاپیما ({\displaystyle m_{1}})، مجموع جرم سوخت و فضاپیما ({\displaystyle m_{0}})و سرعت خروجی سوخت ({\displaystyle v_{e}}) یافت.
{\displaystyle \Delta v\ =v_{e}\ln {\frac {m_{0}}{m_{1}}}}
تا اوایل دههٔ ۱۹۲۰، رابرت گدارد آمریکایی یک راکت با سوخت مایع ساخت که چند دههٔ بعد اساس طراحی راکت‌های مشهوری چون وی-۲ و ساترن ۵ شد.

## رشته‌های فرعی
با وجود اینکه افراد زیادی کیهان‌نوردی را یک موضوع تخصصی می‌دانند اما مهندسین و دانشمندانی که در این زمینه فعالیت می‌کنند، باید زمینه‌های دیگری نیز دانش لازم را داشته باشند:
- اخترپویاشناسی: علم حرکت مداری و چگونگی انجام آن‌ها. متخصصین این زمینه، بر روی موضوعاتی چون مسیرهای فضاپیما، پرتابه‌شناسی و مکانیک سماوی تحقیق می‌کنند.
- پیشرانش فضایی: چگونه فضاپیماها مدار عوض می‌کنند و چگونگی انجام آن. اغلب فضاپیماها تعداد زیادی موتور راکت دارند بنابراین، بیشتر تحقیقات بر روی نیروهای محرکهٔ راکت مانند شیمیایی، اتمی یا الکتریک مطعوف می‌گردد.
- طراحی فضاپیما: یک حالت تخصصی از مهندسی سامانه‌ها که بر اساس ترکیبی از تمامی زیرسامانه‌های لازم برای یک حامل پرتاپ یا ماهواره خاص می‌باشد.
- مهندسی کنترل: نگه‌داشتن ماهواره یا راکت بر روی مدار دلخواه (به عنوان ناوبری فضایی) و جهت (به عنوان کنترل جهت).
- محیط فضا: با وجود این که محیط فضا بیشتر زیرمجموعه‌ای از فیزیک تا کیهان‌نوردی، تأثیرات آب و هوای فضایی و دیگر مسائل محیطی، این علم را بیش از پیش در طراحی فضاپیماها مهم ساخته است.

## رشته‌های مربوط
- مکانیک پرواز و فناوری هوافضا
- مهندسی مکانیک
- فیزیک

## همچنین بنگرید به
- پدرو پاوئولت
- فناوری هوافضا
- ورود به جو
- کنستانتین تسیولکوفسکی
- سرگئی کارالیوف
- رقابت فضایی
- رابرت گدار
- هرمان اوبرت
- ورنر فون براون
- فرنک مالینا